# تين أمريكي
تين أمريكي (الاسم العلمي:Ficus americana) هو نوع من النباتات يتبع جنس التين من الفصيلة التوتية.